# 洪廉
洪廉，廣東潮州府揭阳县人，明朝政治人物。

## 生平
永樂十六年（1418年）戊戌科进士，任監察御史。